# Verbena scabra
Verbena scabra — вид трав'янистих рослин родини Вербенові (Verbenaceae), поширений на півдні США, Мексиці й Карибах.

## Опис
Колоски ниткоподібні. Листки яйцеподібні, дуже нерівні, зубчасті, найвищі чергуються. 

## Поширення
Поширення: пд. США, Мексика, Багамські острови, Бермудські острови, Куба, Домініканська Республіка, Гаїті, Ямайка, Пуерто-Рико.